# ショウロ
ショウロ（松露、学名: Rhizopogon roseolus）は担子菌門のイグチ目ショウロ科ショウロ属に属するキノコの一種である。主にマツ林の地中に発生する。地方名として、アワショウロ、コメショウロ、マツノツユ、ムギショウロなどともよばれる。内部が白い若い子実体は食用になり、高級食材として珍重される。
ただし、海外産に基づく現在の学名は変更される可能性が高い（下記参照）。

## 分布
北半球の一帯、ユーラシア・北アメリカおよびアジア東北部に分布する。ニュージーランドには、食用菌として人為的に導入されている。
日本では二針葉性のマツ属 （アカマツ・クロマツなど）の樹下で見出され、本州・四国・九州から記録されている。

## 生態
子実体は春および秋に、海岸の若いクロマツなど二針葉マツ属の樹林の砂地で見出される。ときに山地のアカマツの樹下の砂地にも生える。地中性から半地中性で、通常は地中に浅く埋もれた状態で発生するが、半ば地上に現れた状態で成熟する。特に若いマツによく見られ、林床に小さなジャガイモが転がっているように見える。
外生菌根菌（共生性）。マツ属の樹木の細根に典型的な外生菌根を形成して生活する。先駆植物に類似した性格を持ち、強度の攪乱を受けた場所に典型的な先駆植物であるクロマツやアカマツが定着するのに伴って出現することが多い。落葉が堆積した場所にはあまり発生しない。林床が藪で覆われると発生しなくなる。
担子器は、胞子を能動的に射出する機能を喪失しているため、胞子の分散は、成熟して粘液化した子実体断片が雨水に流されることによるとともに、昆虫その他の食害に伴って行われると考えられている。
なお、本種は二極性の交配様式を有することが明らかにされている。

## 形態

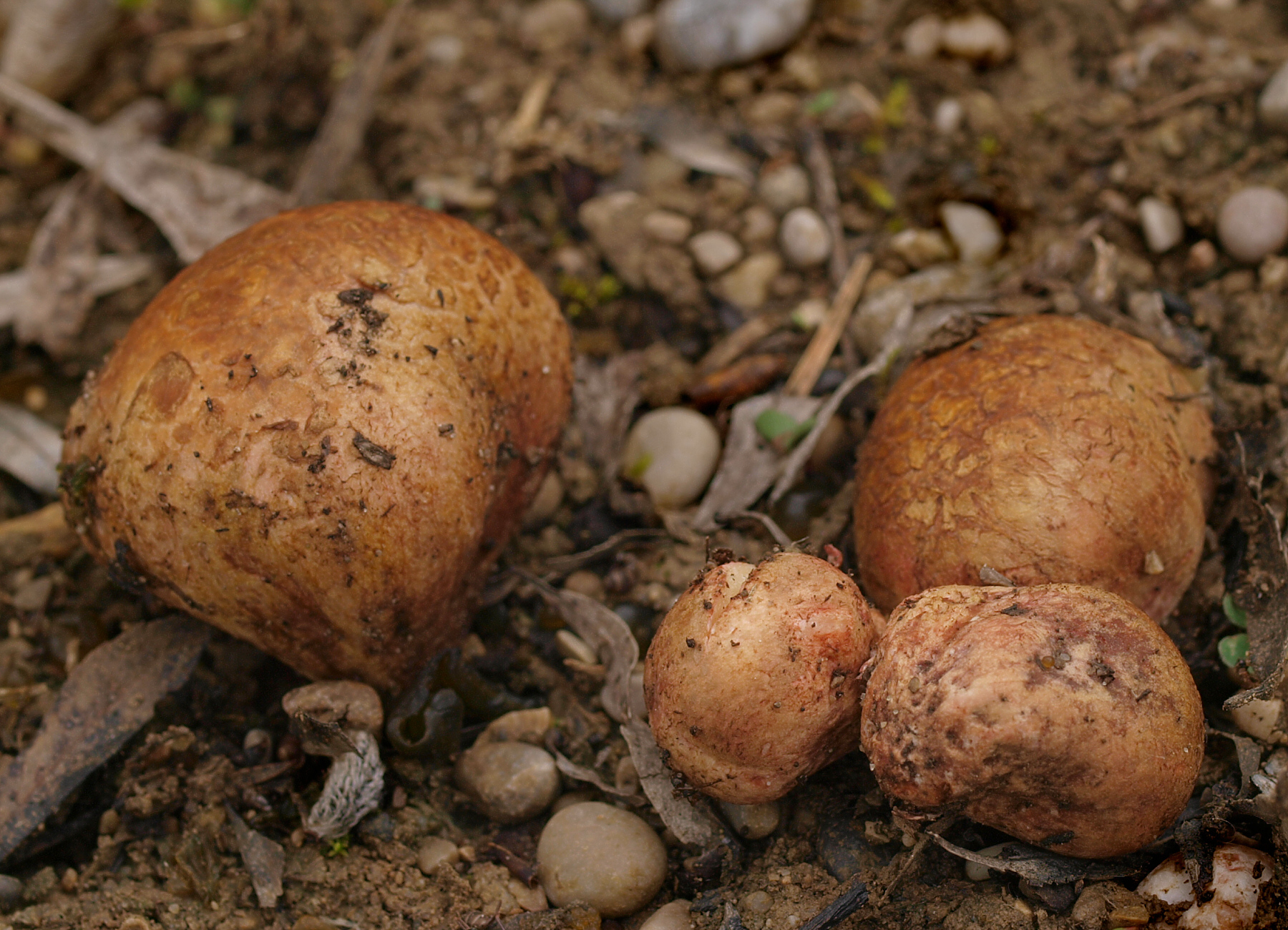
ショウロ。松林等の針葉樹林に発生する。

子実体は歪んだ塊状で径1 - 4センチメートル (cm) の卵形から類球形をなし、ひげ根状の根状菌糸束が表面にまといつく。初めは白色から淡紫褐色であるが、成熟に伴って次第に黄褐色を呈し、地上に掘り出したり傷つけたりすると淡紅色に変わる。地表に出た部分は、黄褐色から赤色を帯び、やがて虫に食われるなどして中の基本体が見えるようになる。基本体は白色で、のちに黄褐色となり悪臭を放つ。外皮は剥げにくく、内部は薄い隔壁に囲まれた微細な空隙を生じてスポンジ状を呈し、幼時は純白色で弾力に富むが、胞子が成熟するに従って次第に黄褐色ないし黒褐色に変色するとともに異臭を放って弾力を失い、最後には粘液状に液化する。
胞子は楕円形で薄壁・平滑、成熟時には暗褐色を呈し、しばしば1 - 2個の小さな油滴を含む。担子器はこん棒状をなし、無色かつ薄壁、先端には角状の小柄を欠き、6 - 8個の胞子を生じる。シスチジアはなく、子実体の外皮層の菌糸は淡褐色で薄壁または幾分か厚壁で、通常はかすがい連結を欠いている。子実体内部の隔壁（Tramal Plate）の実質部の菌糸は無色・薄壁で、かすがい連結を有することがある。

## 分類学上の位置づけ
単純な球塊状の子実体を形成することから、古くは腹菌類の一種として扱われてきたが、マツ属の樹木に限って外生菌根を形成することや、胞子の所見・子実体が含有する色素成分などが共通することに加え、分子系統学的解析の結果に基づき、現在ではヌメリイグチ属に類縁関係を持つとして、イグチ目のヌメリイグチ亜目に置かれている。外生菌根の形態も、ヌメリイグチ属の種類のそれとよく似ている。
西洋の高級食材であるトリュフとして知られるセイヨウショウロ（Tuber spp.）は、地中に形成される子実体がやや似ることから和名がついたが、子嚢菌門に属するもので、ショウロとの間の類縁関係は非常に薄い。

### 分子系統解析による再分類の試み
阿部らにより日本産のショウロ属の分子系統解析が行われた。その結果、日本産のショウロ属は少なくとも15の系統に属し、日本記載種を除いてほとんどの種が既知種とは系統的に異なる可能勢が指摘された。さらに、ショウロはR. roseolusとは合致せず、同様にアカショウロはR. succosusと、そして阿部らが採集した「ホンショウロ」はR. luteolusと合致しなかった。このため、少なくともショウロとアカショウロは未記載種の可能性が高い。

## 食・毒性
安全かつ美味な食用菌の一つで、古くから珍重されたが、発見が容易でないため希少価値が高く、高級食材として珍重されている。現代では、マツ林の管理不足による環境悪化に伴って産出量が激減し、市場には出回ることは非常に少なくなっている。栽培の試みもあるが、まだ商業的成功には至っていない。

### 調理
未熟で内部がまだ純白色を保っているものを最上とし、これを俗にコメショウロ（米松露）と称する。中身が白いものを選び、薄い食塩水できれいに洗って砂粒などを除去した後、佃煮や吸い物の実・塩焼き・茶碗蒸しの具、炊き込みご飯などとして食用に供するのが一般的である。若くて白い幼菌のうちはさわやかな風味で、サクサクとした歯触りと香りが楽しめる。成熟とともに内部が黄褐色を帯びたものはムギショウロ（麦松露）と呼ばれ、食材としての評価はやや劣るとされる。さらに成熟が進んだものは弾力を失い、色調も黒褐色となり、都市ガス臭のような一種の悪臭を発するために食用としては利用されない。古くから利用され、江戸時代のさまざまな文献にも記載が見られる。

## 栽培の試み
マツ林の林床の有機物層を除去し、木炭や黒土を土壌に加えることで、ショウロの新たな発生（ないしは子実体発生量の増加）を誘導する試みが行われている。
クロマツの若齢林（23年生）を対象に10メートル四方の方形区を50区設定し、砂が露出する程度まで腐植層を除去した後、各区に長さ3メートル・深さおよび幅25センチメートルの溝を設け、その溝の内部に粉炭を厚さ10センチメートルに敷き詰めた後に埋め戻し、さらに、林内の下層植生の狩り払いと林床の腐植層除去とを年二回行ったところ、炭の埋め込みを行った翌年1月からショウロの発生が確認され、その後の約一年間では、50の試験区全体で2,016個（生重7,332グラム）の発生が認められたという。
2016年からは、鳥取県の鳥取砂丘（鳥取市）、北条砂丘（北栄町）にて、鳥取県、鳥取大学、地元住民らにより、ショウロの栽培に取り組むプロジェクトが進められている。

## 類似種
ショウロ属のオオショウロ（Rhizopogon nigrescens Coker and Couch）は全体に黒変性を有し、アカショウロ（Rhizopogon succosus A. H. Smith）は外皮が全体に橙赤色を帯びる。ホンショウロ（Rhizopogon luteolus Fr. et Nordh.）は外皮に赤変性を欠き、幼時から一種の不快臭を有する点で区別されている。ただし、上記の通り学名は変更される可能性がある。
有毒のニセショウロ類は有毒キノコで、その識別ポイントは断面にあり、比較的初期の段階から黒色から紫黒色、あるいは灰褐色で、無臭、成熟時には粉状か綿クズ状になる。一方、食用のショウロは、断面が白色から淡黄色で、ルーペで見ると区切りで仕切られた部屋が確認でき、成熟時に粉状や綿クズ状にならず刺激臭がある。ウスキニセショウロ（Scleroderma klavidum）は、幼菌は白くショウロと間違われやすいが、殻皮の表面が茶褐色から黄褐色でこまかくひび割れ、成熟すると内部の基本体が黒くなり、完熟すると殻皮の中央に穴が開いて胞子を吹き出す。

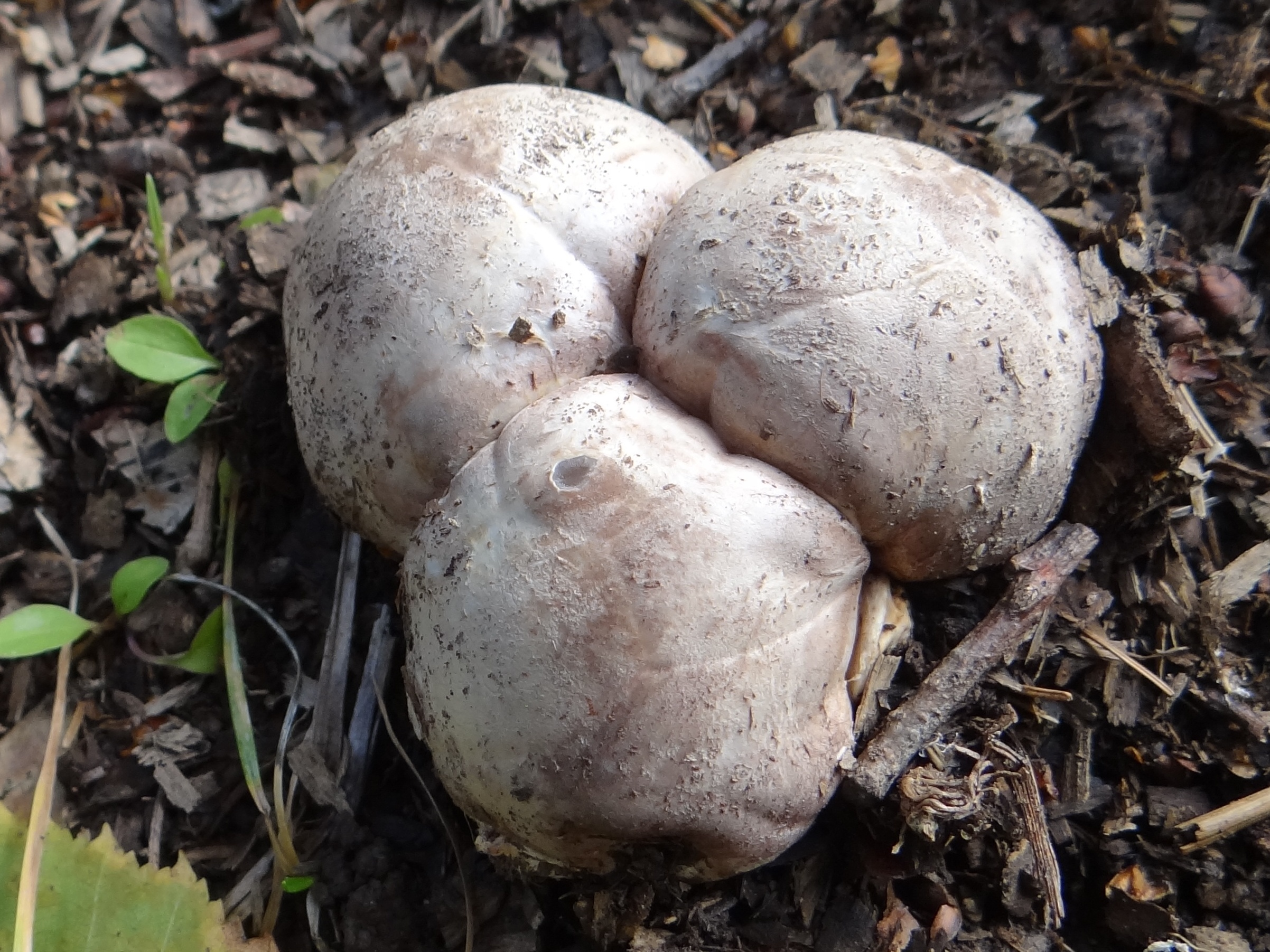
参考：一見してやや似ている別種、スッポンタケの幼菌。 雑木林や竹林等に発生する。
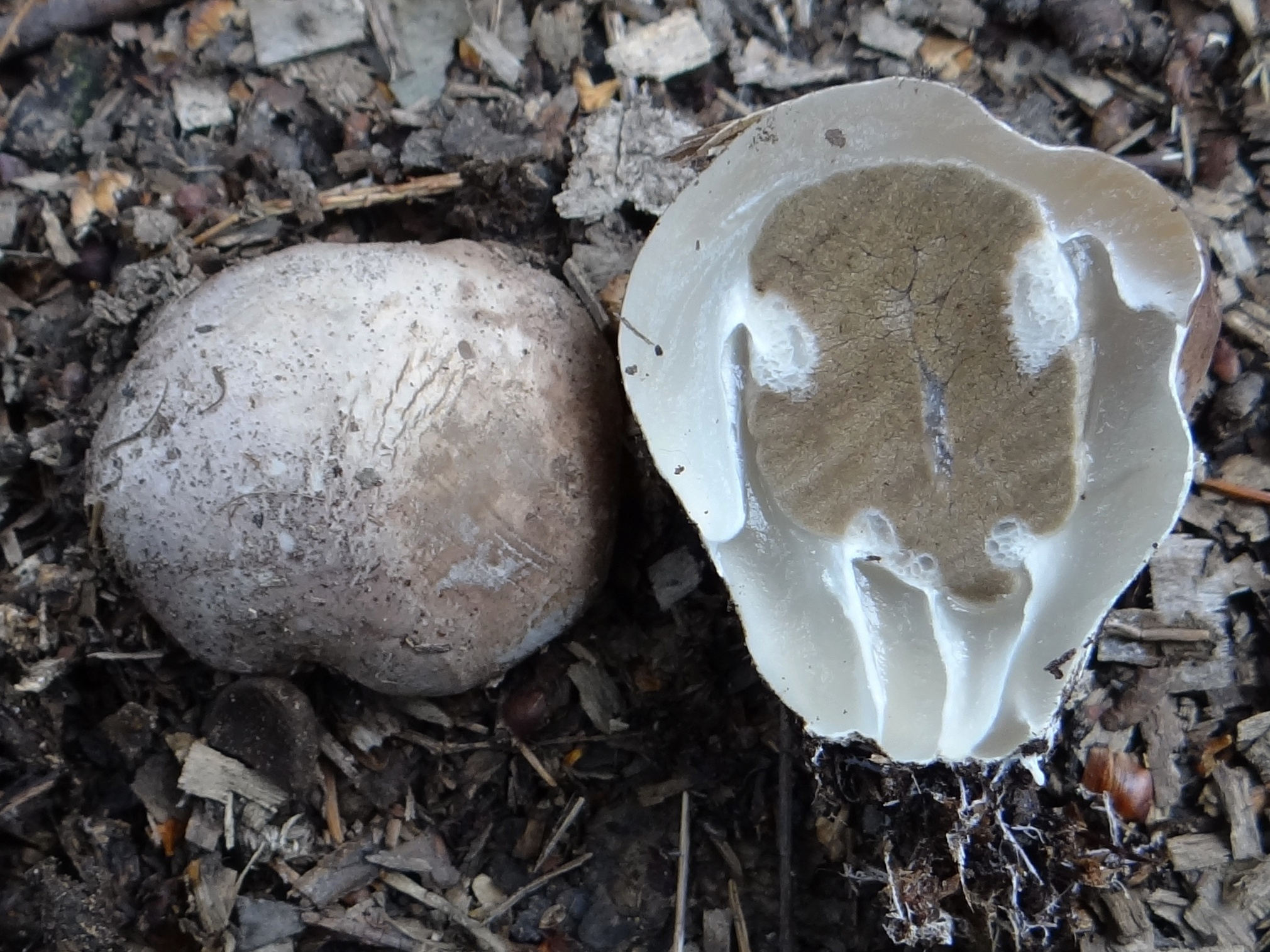
参考：スッポンタケ幼菌の断面